# Candidatura de Río de Janeiro a los Juegos Olímpicos de 2016
La candidatura de Río de Janeiro a los Juegos Olímpicos y Paralímpicos de 2016 fue presentada oficialmente el 7 de septiembre de 2007 con el envío de la documentación exigida al Comité Olímpico Internacional —COI—. Una semana después, el organismo olímpico reconoció a Río como ciudad aspirante. El 4 de junio de 2008, durante la sexta Convención del SportAccord, celebrada en Atenas, Grecia, la Comisión Ejecutiva del COI descartó a Bakú, Doha y Praga y creó la lista de ciudades candidatas, compuesta por Río, Chicago, Madrid y Tokio. 
El 1 de septiembre de 2006, durante su asamblea anual, el Comité Olímpico Brasileño —COB— eligió a Río de Janeiro como su ciudad candidata para organizar los Juegos de la XXXI Olimpiada y los XV Juegos Paralímpicos. Esta fue la primera ocasión en que la ciudad logró pasar a la fase de candidatura, tras haber buscado en tres ocasiones la sede de unos Juegos Olímpicos —1936, 2004 y 2012—. El 14 de enero de 2008, se entregó el Expediente de Solicitud al Grupo de Trabajo del COI, que, tras analizarlo, calificó con 6,4 a la ciudad.
El 11 de febrero de 2009, Río de Janeiro presentó su Expediente de Candidatura. La Comisión de Evaluación llegó a la ciudad brasileña el 27 de abril con el fin de analizar el expediente y evaluar la calidad de la candidatura. Entre el 29 de abril y el 2 de mayo, la Comisión asistió a presentaciones técnicas y realizó inspecciones en todas las sedes existentes, dando una evaluación favorable en su informe final. El largo e intensivo proceso de candidatura concluyó con la elección de Río como sede el 2 de octubre de 2009, durante la 121.ª Sesión del COI, celebrada en Copenhague, Dinamarca. Con la elección, América del Sur recibió los Juegos Olímpicos por primera vez en la historia.
El proyecto de Río planeó organizar unos Juegos con un costo de 14.4 mil millones de dólares, siendo capaz de realizar todos los eventos deportivos —excepto el fútbol— dentro de la ciudad. El proyecto estableció cuatro zonas olímpicas —Barra, Copacabana, Deodoro y Maracaná— además de sedes para el golf y el rugby, deportes añadidos al programa olímpico después de la elección. También contempló, además de Río, a Belo Horizonte, Brasilia, Salvador de Bahía, São Paulo como las sedes del torneo de fútbol. Las fechas propuestas van del 5 al 21 de agosto para los Juegos Olímpicos y del 7 al 18 de septiembre para los Paralímpicos.

## Proceso de candidatura

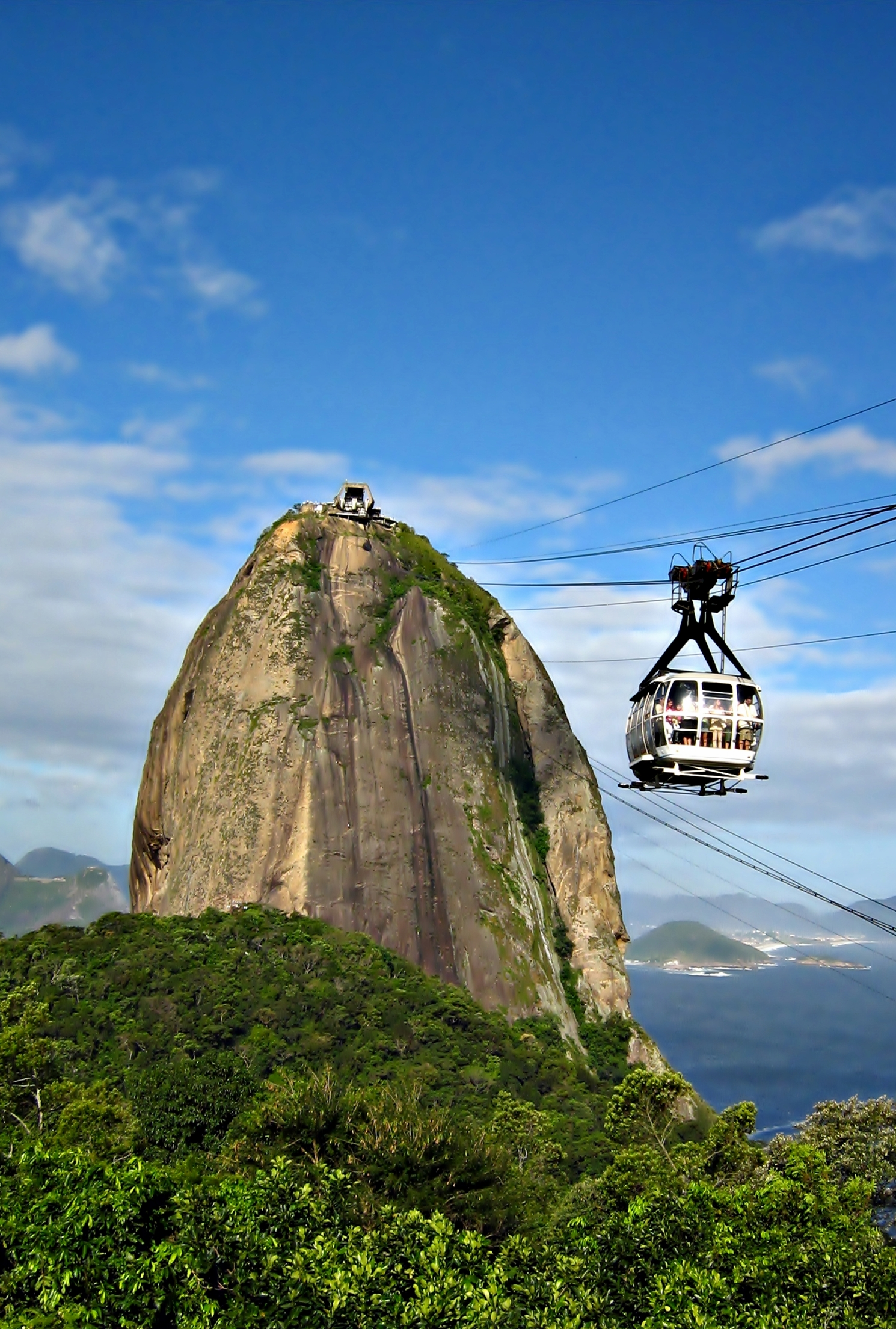
El Pan de Azúcar fue un símbolo importante de la candidatura y formó parte del logotipo oficial.

El proceso de candidatura de Río de Janeiro comenzó el 28 de julio de 2006, cuando el Consejo Ejecutivo del Comité Olímpico Brasileño —COB por sus siglas en portugués— se reunió para considerar la posibilidad de nominar una ciudad brasileña para albergar los Juegos Olímpicos y Paralímpicos de 2016. Esta reunión estuvo motivada por el hecho de que varias ciudades de todo el mundo habían mostrado interés en la elección. Algunas incluso ya habían anunciado su intención de presentar su candidatura. El 25 de agosto se dio a conocer un análisis técnico, encargado por el COB, para evaluar las condiciones de la ciudad. Una semana después, el 1 de septiembre, la Asamblea Anual del COB eligió a Río como la candidata. La Asamblea consideró que esta ciudad era la única de Brasil y América del Sur que poseía instalaciones de nivel olímpico listas para una candidatura, legado de los XV Juegos Panamericanos. Otro aspecto positivo fue que Río de Janeiro podría alojar todos los deportes olímpicos dentro de los límites de la ciudad, aunque el torneo de fútbol olímpico fuera celebrado en múltiples ciudades. Inmediatamente, el gobierno brasileño expresó su apoyo a la candidatura. Carlos Arthur Nuzman, presidente del COB y César Maia, por entonces alcalde de la ciudad, aprobaron la decisión y oficializaron la candidatura.
El Comité Olímpico Internacional —COI— inició oficialmente el proceso de candidatura el 16 de mayo de 2007. A continuación, los 203 Comités Olímpicos Nacionales —CON— fueron invitados a proponer una ciudad dentro de su jurisdicción, con fecha límite el 13 de septiembre de 2007. El 14 de septiembre, el COI reconoció siete ciudades —Bakú, Chicago, Doha, Madrid, Praga, Río de Janeiro y Tokio— que habían sido propuestas por sus respectivos CON. El 1 de octubre de 2007, el Comité de Candidatura de Río de Janeiro pagó una cuota de 150 000 dólares al COI y firmó el Procedimiento de Aceptación de Candidatura. Poco después, del 15 al 19 de octubre, funcionarios de Río asistieron al Seminario de Ciudades Candidatas para 2016 organizado por el COI en el Museo Olímpico de Lausana, Suiza, donde se les instruyó más sobre las áreas técnicas que se analizarían durante el proceso de solicitud.
El 14 de enero de 2008, las siete aspirantes entregaron documentos, conocidos como «expediente de solicitud», que contenía las respuestas y garantías solicitadas por el Procedimiento de Aceptación de Candidatura. Estos documentos proporcionaron al COI un resumen del proyecto de cada ciudad. El Grupo de Trabajo del COI estudió las respuestas durante meses y estas sirvieron como base para seleccionar a las ciudades candidatas —Chicago, Tokio, Río de Janeiro y Madrid— el 4 de junio de 2008. Durante una reunión del Consejo Ejecutivo del COI en la 6.ª Convención del SportAccord celebrada en Atenas, Grecia, estas ciudades pasaron a ser Ciudades Candidatas oficiales.
Río de Janeiro ya había intentado celebrar unos Juegos Olímpicos (1936, 2004 y 2012), sin embargo, falló en todas las ocasiones. No logró ser seleccionada como ciudad candidata en los últimos dos intentos, mientras que el proceso de 1936 no siguió las normas actuales —13 ciudades presentaron su candidatura, pero solo dos de ellas —Barcelona y Berlín— recibieron votos en la elección—. El 23 de junio de 2008, se izó la bandera oficial de la candidatura en el Palácio da Cidade, en celebración del Día Olímpico. El 3 de julio, el Comité de Candidatura de Río de Janeiro pagó una cuota de 500 000 USD al COI y firmó el Procedimiento de Candidatura, reconfirmando su aceptación de las normas. Del 8 al 24 de agosto, funcionarios de Río participaron en el Programa de Observadores de los Juegos Olímpicos, durante los Juegos Olímpicos de Pekín 2008; asistieron también al debriefing oficial de COI sobre Pekín 2008, celebrado del 24 al 27 de noviembre, en Londres, Reino Unido. El 11 de febrero de 2009, el Comité de Candidatura de Río de Janeiro entregó su Expediente de Candidatura al COI en Lausana y, ocho días después, al Comité Paralímpico Internacional —CPI— en Bonn, Alemania. El Expediente de Candidatura constó de tres volúmenes para un total de 568 páginas de respuestas detalladas a 300 preguntas técnicas, divididas en 17 temas. Finalmente, el 17 de junio de 2009, el COI organizó la Sesión Informativa de Ciudades Candidatas para 2016 a 93 de sus miembros. La reunión se llevó a cabo en el Museo Olímpico y fue la primera reunión de este tipo en la historia del COI y la más importante antes de la elección. En la misma, representantes de Río realizaron una presentación de 45 minutos y una sesión de 16 preguntas.
A lo largo de la campaña, el Comité de Candidatura de Río de Janeiro presentó sus planes a las Asambleas Generales de todas las Asociaciones de Comités Olímpicos Nacionales —ACNO—. El 11 de octubre de 2008, durante la Asamblea General de la Organización Deportiva Panamericana —ODEPA— celebrada en Acapulco, México, Río realizó su primera presentación oficial. El 21 de octubre, se presentó el proyecto al Consejo Olímpico de Asia —OCA— en Bali, Indonesia, seguido por los Comités Olímpicos Europeos —COE— el 21 de noviembre, en Estambul, Turquía. El 26 de marzo de 2009, funcionarios de Río hicieron una presentación durante la 7.ª Convención del SportAccord celebrada en Denver, Estados Unidos. En la convención, se presentó un mapa mundial de las anteriores ciudades anfitrionas de los Juegos Olímpicos, un punto favorecedor para Río de Janeiro debido al vacío en Sudamérica. El 31 de marzo de 2009, el Comité de Candidatura de Río de Janeiro realizó su presentación a la Asamblea General de los Comités Olímpicos Nacionales de Oceanía —CONO— en Queenstown, Nueva Zelanda; y el 7 de julio, a la Asociación de Comités Olímpicos Nacionales de África —ACONA— en Abuya, Nigeria. El Comité asistió también a muchos eventos deportivos, por ejemplo los Festivales Olímpicos de la Juventud Europeos y Australianos, Juegos de la Mancomunidad de la Juventud, Juegos Asiáticos de la Juventud y los Juegos Mediterráneos, así como los Campeonatos Mundiales de natación, atletismo, remo y judo. El 2 de octubre de 2009, la campaña de tres años culminó con el inicio de la 121.ª Sesión del Comité Olímpico Internacional y del 13.º Congreso Olímpico celebrados en Copenhague, Dinamarca, oficialmente inaugurados con una ceremonia realizada en la Ópera de Copenhague. Después, Margarita II de Dinamarca ofreció un almuerzo en el Palacio de Amalienborg a los jefes de Estado de los cuatro países —Estados Unidos, Japón, Brasil y España— que tenían una ciudad candidata.

### Evaluación

#### Ciudad aspirante
Río de Janeiro fue evaluada durante la fase de ciudad aspirante, exactamente el 14 de marzo de 2008, cuando el Grupo de Trabajo de COI publicó su informe después de cuatro días de reuniones; Río recibió una media ponderada de 6,4. Se basó en un minucioso análisis técnico de los proyectos presentados en el Expediente de solicitud, desarrollado por el Comité de Candidatura de Río de Janeiro luego de tener acceso a la base de datos de Gestión de Información de los Juegos Olímpicos, así como al Manual Técnico oficial del COI. El Grupo de Trabajo, compuesto por varios expertos, evaluó el potencial de la ciudad para organizar unos Juegos Olímpicos exitosos según once criterios presentados en el Expediente de solicitud. Las puntuaciones más altas de Río se obtuvieron en las áreas de Apoyo gubernamental, problemas legales y opinión pública, gracias al fuerte compromiso del gobierno. La puntuación más baja se obtuvo en el área de Seguridad debido a problemas crónicos de violencia en la ciudad.
La experiencia en eventos importantes fue un punto a favor para la candidatura de Río; sin embargo, la escasez de habitaciones de hotel requeridas socavó la candidatura en el tema de alojamiento. Las puntuaciones dadas por el Grupo de Trabajo a las demás aspirantes fueron: 8,3 a Tokio, 8,1 a Madrid, 7,0 a Chicago, 6,9 a Doha, 5,3 a Praga y 4,3 a Bakú; esto fue la base para la selección de las ciudades que pasarían a la fase de ciudad candidata. El 18 de septiembre de 2008, tras la selección de las ciudades candidatas, lo que dio inicio a la siguiente fase del proceso de candidatura, el COI anunció la composición de su Comisión de Evaluación. Bajo el liderazgo de Nawal El Moutawakel, la comisión inspeccionó las cuatro ciudades candidatas.

#### Ciudad Candidata
La Comisión de Evaluación del COI llegó a Río de Janeiro el 27 de abril de 2009 para evaluar la calidad de la candidatura. A diferencia de la primera evaluación, el Comité no asignó puntajes. En esta evaluación, la comisión analizó la probabilidad de ejecución de los proyectos. Durante los dos primeros días de la visita, el Comité celebró reuniones internas en el Palacio Copacabana, el hotel sede. Entre el 29 y el 30 de abril, asistió a presentaciones técnicas, donde se realizaron sesiones de pregunta y respuesta sobre cada uno de los diecisiete temas presentados en el Expediente de Candidatura. El 1 de mayo, inspectores visitaron todas las sedes de la ciudad. Al día siguiente, la Comisión de Evaluación hizo una conferencia de prensa para recalcar los puntos principales de la visita. Según El Moutawakel, la Comisión estaba muy impresionada con el apoyo gubernamental, la calidad de las presentaciones y el nivel de integración de los Juegos en el plan de desarrollo a largo plazo.
Después de siete días de inspección que involucraron a 300 profesionales, los trece miembros de la Comisión de Evaluación del COI dejaron Río de Janeiro el 3 de mayo de 2009. Un mes antes de la elección, el 2 de septiembre, se publicó el Reporte de la Comisión de Evaluación. Este dio una evaluación muy positiva a la ciudad y calificó de «calidad muy alta» a los documentos presentados.

##### Repercusiones
El Comité de Candidatura de Río de Janeiro recibió positivamente el informe de la Comisión. Periódicos nacionales de países con ciudades candidatas, como El País, elogiaron la buena evaluación de la candidatura brasileña. GamesBids.com —página web especializada en candidaturas olímpicas—, teniendo en cuenta la dura disputa, señaló a Río de Janeiro como una de las favoritas en su índice BidIndex en sus dos últimas evaluaciones; sin embargo, gracias a la presencia del presidente de Estados Unidos, Barack Obama, en la votación en Copenhague, la diferencia con Chicago se vio reducida tras las dos actualizaciones del índice. La difusión de la investigación realizada por la empresa ORC Worldwide, la cual concluyó que Río de Janeiro tenía el mejor el mejor valor costo-beneficio, también impulsó la candidatura.

### Elección

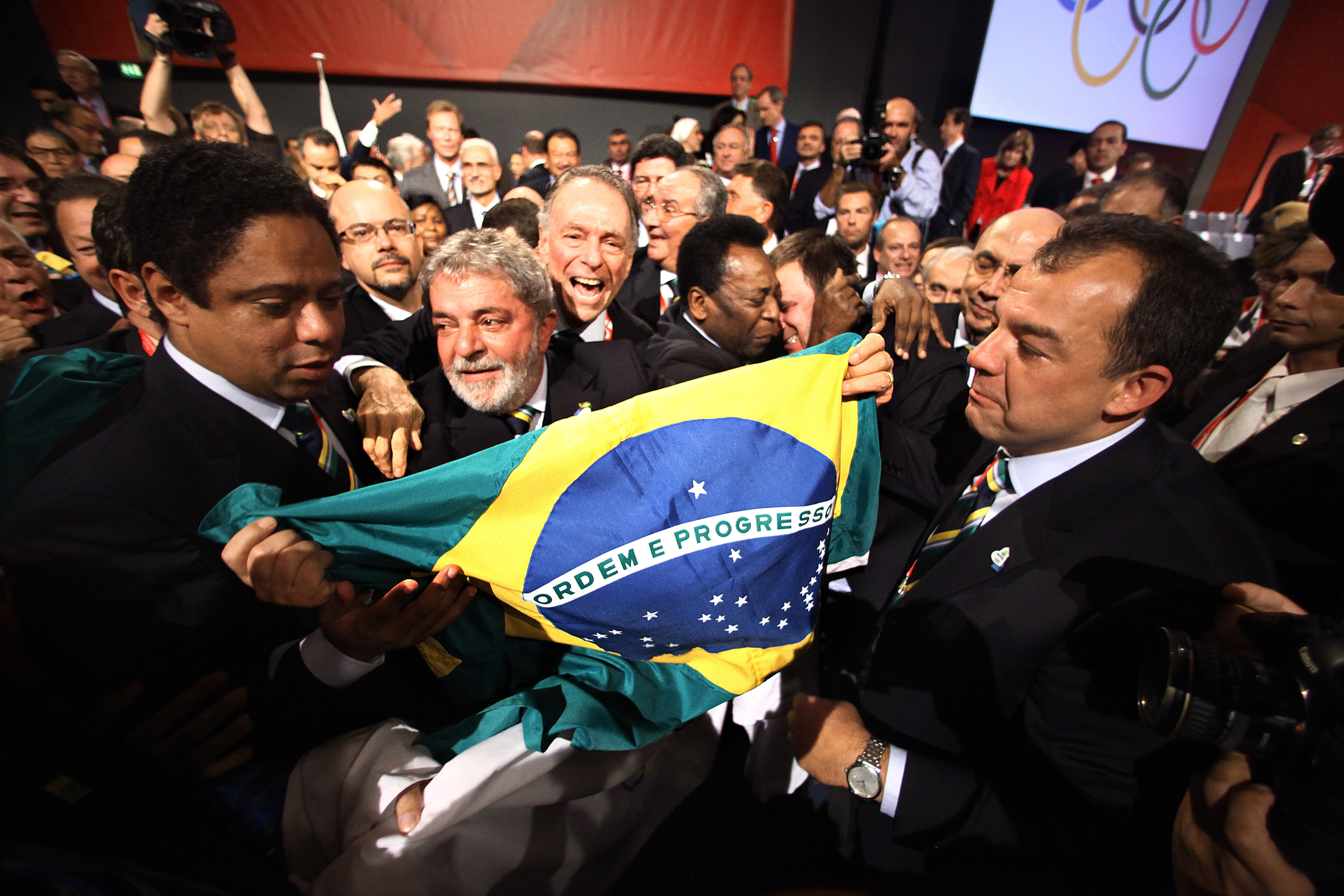
Luiz Inácio Lula da Silva y el resto del contingente brasileño celebraron la victoria.

La elección de la sede tuvo lugar en el Bella Center de Copenhague el 2 de octubre de 2009, durante la 121.ª Sesión del Comité Olímpico Internacional. Río de Janeiro fue la tercera ciudad en presentar su proyecto a los miembros del COI. La delegación de 60 personas —atletas, funcionarios y autoridades gubernamentales— entró en la Sala A del Bella Center a las 12:05 —CET—. João Havelange realizó el discurso inaugural, seguido de Carlos Arthur Nuzman, quien habló de experiencias del Movimiento Olímpico y presentó un mapa de las sedes anteriores, y Sérgio Cabral Filho, quien explicó los proyectos relacionados con la seguridad y el transporte. Tras estos, Henrique Meirelles explicó la situación económica de Brasil y Eduardo Paes presentó junto a Carlos Roberto Osório el proyecto de las sedes. Todos ellos fueron complementados por Isabel Swan, quien afirmó que el proyecto se había hecho pensando en los atletas. Por esta razón, la presentación incluyó al exfutbolista Pelé, el nadador paralímpico Daniel Dias y a la —en ese entonces— atleta júnior Bárbara Leôncio. Por su parte, el Presidente de Brasil, Luiz Inácio Lula da Silva, instó a llevar los Juegos Olímpicos a América del Sur por vez primera, asegurando que «Río está listo, denos esta posibilidad y no lo lamentarán». Finalmente, Nuzman concluyó la presentación. Además se presentó un cortometraje de Fernando Meirelles titulado Unidad y un video musical llamado Celebración, una versión en inglés de Aquele Abraço de Gilberto Gil.
Después de la presentación, se abrió la sesión de preguntas. Nuzman aclaró las dudas de Arne Ljungqvist sobre el dopaje; Osório y Cabral contestaron dos preguntas de Alberto II de Mónaco sobre el alojamiento y el legado, respectivamente; por último, Lula da Silva respondió a una pregunta de Austin Sealy sobre los riesgos de la organización. Tras la presentación de las cuatro ciudades candidatas, Nawal El Moutawakel presentó el Reporte de la Comisión de Evaluación de la Sesión. De un total de 106 miembros aptos del COI, 95 estaban disponibles para votar en la primera ronda. A los miembros de los cuatro países candidatos no se les permitió votar hasta que su ciudad fuera eliminada. Alpha Ibrahim Diallo, Saku Koivu —eximidos—, Kun Hee Lee —suspendido— y Jacques Rogge —el presidente del COI no vota— fueron los miembros aptos del COI que no votaron.
Chicago cayó en la primera ronda con 18 votos, mientras que Tokio recibió 22, Río 26 y Madrid 28. En la segunda ronda, Tokio fue eliminada con 20 votos, Madrid recibió 29 y Río 46. Río de Janeiro fue elegida en la ronda final al recibir 66 votos ante los 32 de Madrid. La ciudad ganadora fue anunciada por Jacques Rogge a las 6:30 —CET— en una ceremonia presentada por Lillian Gjerulf Kretz y Jonathan Edwards. Casi 100 000 personas celebraron la victoria en la playa de Copacabana tras observar la transmisión en vivo. Tras el anuncio, Richard Carrión, Rogge, Nuzman y Paes firmaron el Contrato de Ciudad Sede con lo que Río de Janeiro se convirtió oficialmente en la sede de los Juegos Olímpicos y Paralímpicos de 2016.
| Ciudad                                                            | Ciudad         | País               | Ronda 1 | Ronda 1 | Ronda 2 | Ronda 2 | Ronda 3 | Ronda 3 |  | Miembros sin derecho a voto                                              | Miembros sin derecho a voto                                                          |
| Río de Janeiro                                                    | Río de Janeiro | Brasil             | 26      | 26      | 46      | 46      | 66      | 66      |  | Miembros de países con ciudades candidatas (7)                           | Otros miembros (4)                                                                   |
| Madrid                                                            | Madrid         | España             | 28      | 28      | 29      | 29      | 32      | 32      |  | Miembros de países con ciudades candidatas (7)                           | Otros miembros (4)                                                                   |
| Tokio                                                             | Tokio          | Japón              | 22      | 22      | 20      | 20      | —       | —       |  | - DeFrantz - Easton - Igaya - Okano - Havelange - Nuzman - Samaranch Jr. | - Rogge (presidente del COI) - Lee (suspendido) - Diallo (eximido) - Koivu (eximido) |
| Chicago                                                           | Chicago        | Estados Unidos     | 18      | 18      | —       | —       | —       | —       |  | - DeFrantz - Easton - Igaya - Okano - Havelange - Nuzman - Samaranch Jr. | - Rogge (presidente del COI) - Lee (suspendido) - Diallo (eximido) - Koivu (eximido) |
|                                                                   |                |                    |         |         |         |         |         |         |  | - DeFrantz - Easton - Igaya - Okano - Havelange - Nuzman - Samaranch Jr. | - Rogge (presidente del COI) - Lee (suspendido) - Diallo (eximido) - Koivu (eximido) |
| Sede                                                              |                | Votantes           |         |         |         |         |         |         |  | - DeFrantz - Easton - Igaya - Okano - Havelange - Nuzman - Samaranch Jr. | - Rogge (presidente del COI) - Lee (suspendido) - Diallo (eximido) - Koivu (eximido) |
| Bella Center 121.ª Sesión del COI 2 de octubre de 2009 Copenhague |                | Con derecho a voto | 95      | 95      | 97      | 97      | 99      | 99      |  | - DeFrantz - Easton - Igaya - Okano - Havelange - Nuzman - Samaranch Jr. | - Rogge (presidente del COI) - Lee (suspendido) - Diallo (eximido) - Koivu (eximido) |
| Bella Center 121.ª Sesión del COI 2 de octubre de 2009 Copenhague |                | Participantes      | 94      | 94      | 96      | 96      | 98      | 98      |  | - DeFrantz - Easton - Igaya - Okano - Havelange - Nuzman - Samaranch Jr. | - Rogge (presidente del COI) - Lee (suspendido) - Diallo (eximido) - Koivu (eximido) |
| Bella Center 121.ª Sesión del COI 2 de octubre de 2009 Copenhague |                | Abstenciones       | 0       | 0       | 1       | 1       | 0       | 0       |  | - DeFrantz - Easton - Igaya - Okano - Havelange - Nuzman - Samaranch Jr. | - Rogge (presidente del COI) - Lee (suspendido) - Diallo (eximido) - Koivu (eximido) |
| Bella Center 121.ª Sesión del COI 2 de octubre de 2009 Copenhague |                | Votos válidos      | 94      | 94      | 95      | 95      | 98      | 98      |  | - DeFrantz - Easton - Igaya - Okano - Havelange - Nuzman - Samaranch Jr. | - Rogge (presidente del COI) - Lee (suspendido) - Diallo (eximido) - Koivu (eximido) |

## Concepto

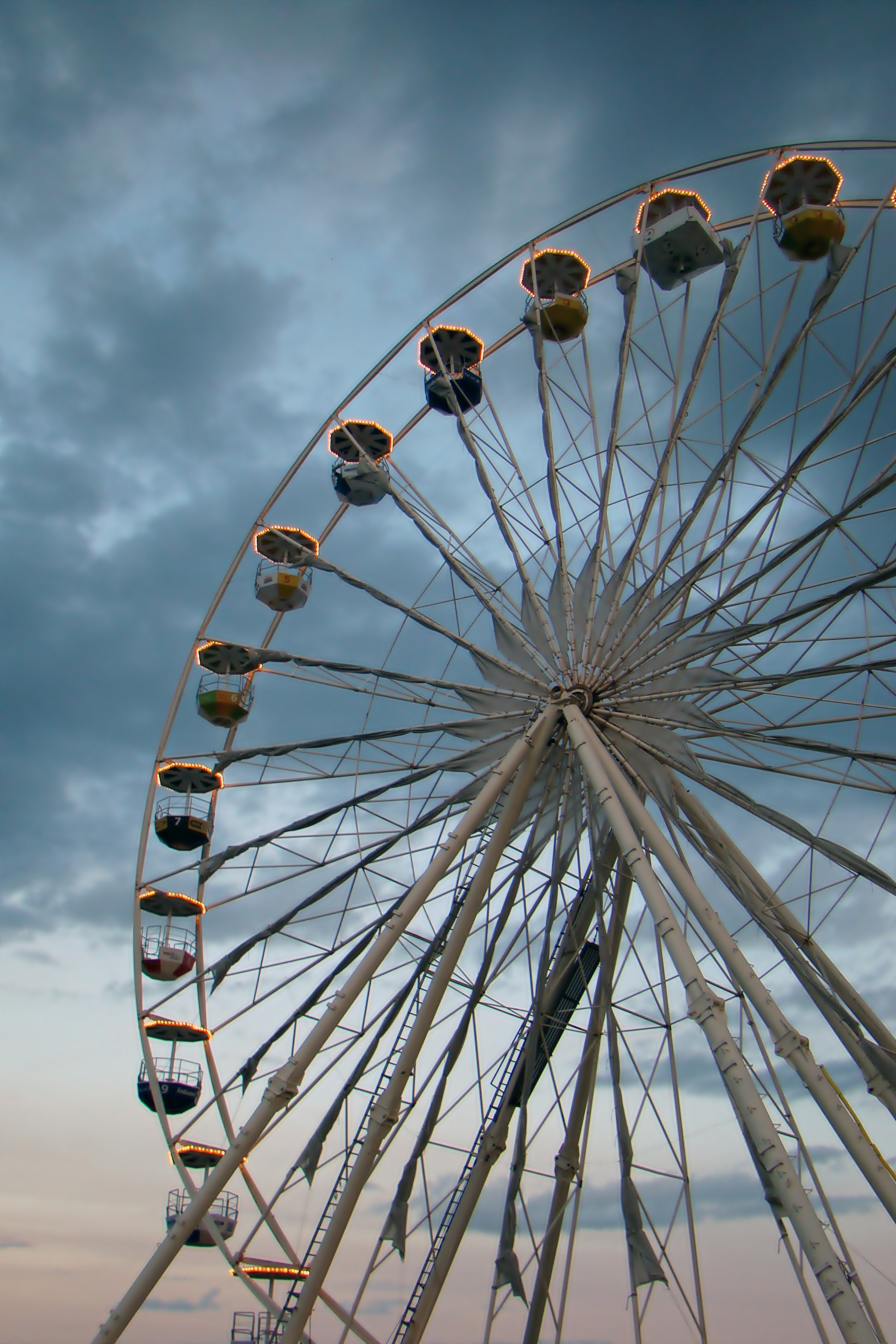
La Rueda de la fortuna Río 2016, ubicada en la playa de Copacabana, fue construida para promover la candidatura.

Según el Comité de Candidatura de Río de Janeiro, el concepto de la candidatura se basó en cuatro principios —excelencia técnica, experiencia de vida, transformación y apoyo a los Movimientos Olímpico y Paralímpico— destacando el espíritu alegre y de celebración de Río, tal como se plasmó en el video promocional de la candidatura Passion. El proyecto señaló que emplearía los Juegos como catalizador para la integración social, a través de programas para la creación de empleo, educación, relaciones comunitarias, voluntariado y formación y perfeccionamiento de iniciativas. La campaña también se centró en la juventud y en el hecho de que América del Sur nunca había organizado unos Juegos Olímpicos. Río integró elementos económicos, ambientales y sociales en su visión de «Juegos Verdes para un Planeta Azul». Se plantaron 2386 plantas de semillero para compensar las 716 toneladas de carbono emitidas durante los dos años de la candidatura. El Comité aseguró que durante los Juegos, Río tendría condiciones climáticas favorables. Según el Grupo de Trabajo del COI, la temperatura pronosticada para el periodo Olímpico era aceptable.
La identidad visual de la candidatura consistió en un logotipo y un lema, que se aplicaron en movimientos de mercadotecnia durante la campaña. Diseñado por Ana Soter y seleccionado de entre cuatro finalistas por un jurado especial, el logo se dio a conocer durante los Premios Olímpicos Brasileños de 2007, celebrados en el Teatro Municipal de Río de Janeiro el 17 de diciembre de 2007. El morro Pan de Azúcar fue elegido como símbolo de la candidatura, al ser uno de los lugares más emblemáticos de la ciudad. Según el Comité de Candidatura de Río de Janeiro, el diseño trasmite la forma de un corazón, lo que representa la pasión y el entusiasmo deportivo de Brasil. Primeramente, el logo contenía solo una inscripción en la que se podía leer «Ciudad aspirante». Luego, tras su preselección, al logo se le agregaron los anillos olímpicos y una inscripción en la que ponía «Ciudad candidata».

Lema de la candidatura.

En la medianoche del 1 de enero de 2009, se presentó el lema de la candidatura —Viva sua paixão— como parte de las celebraciones del Año Nuevo, a las que asistieron aproximadamente 2 millones de personas. Según el Comité, el lema refleja la forma apasionada de involucrarse de los brasileños. Se proyectó en la rueda de la fortuna —Rueda de la fortuna Río 2016— tras la cuenta regresiva para el inicio de 2009. La estructura erigida en la playa de Copacabana tenía 36 metros de altura, pesaba 80 toneladas y contaba con 24 cabinas para un total de 144 personas.
Río de Janeiro ha sido sede de diversos eventos deportivos, empresariales y culturales. En el ámbito deportivo se incluyen Copas del Mundo y Campeonatos Mundiales de diversos deportes olímpicos, así como campeonatos regionales. Del 13 al 29 de julio de 2007, Río organizó los XV Juegos Panamericanos con aproximadamente 5500 atletas participantes en 39 deportes y, del 12 al 19 de agosto, los Juegos Parapanamericanos de 2007 con más de 1300 atletas participantes en 10 deportes. Río de Janeiro fue una de las sedes de las Copas Mundiales de Fútbol de 1950 y 2014, esta última apenas dos años antes de los Juegos Olímpicos y Paralímpicos. Brasil organizó también la Copa FIFA Confederaciones 2013, que además se utilizó como un evento de prueba para el Mundial de 2014.
Para «coincidir con el horario estelar de espectadores y televidentes», se planeó que el programa olímpico de Río 2016 contara con una mayor cantidad de finales durante los fines de semana. El periodo olímpico planeado abarcó del viernes 5 al domingo 21 de agosto de 2016. Por su parte, el periodo paralímpico se estableció entre el miércoles 7 —día de la proclamación de independencia de Brasil— y el domingo 18 de septiembre del mismo año.

### Política

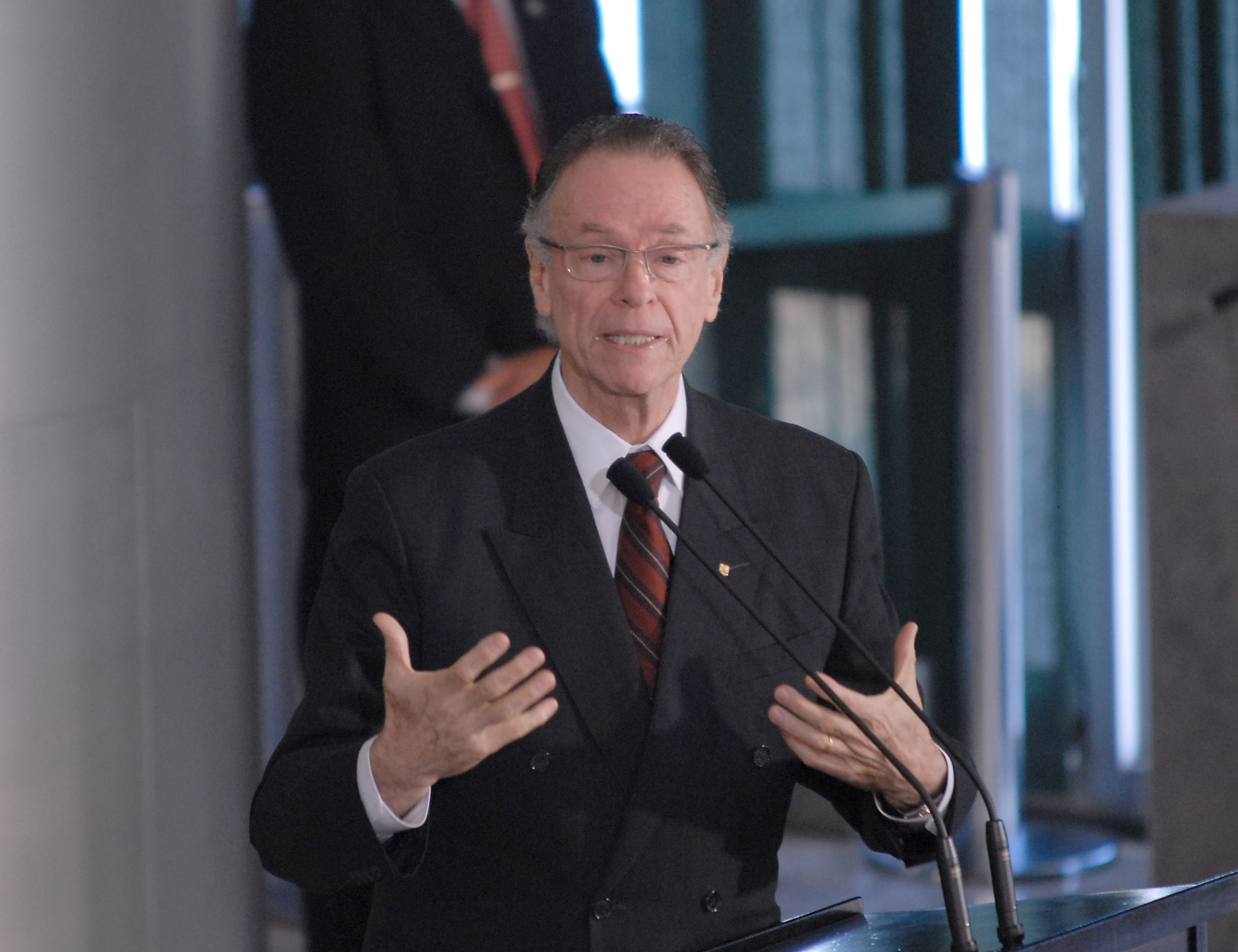
Carlos Arthur Nuzman, presidente del Comité de Candidatura de Río de Janeiro y, posteriormente, presidente del Comité Organizador de los Juegos Olímpicos y Paralímpicos de Río de Janeiro 2016 —ROCOG—.

El Comité de Candidatura de Río de Janeiro fue una entidad constituida como organización sin fines de lucro, liderada por un Consejo Honorario y una Junta Directiva, presididas por Carlos Arthur Nuzman. Al Consejo Honorario lo integraron el Presidente de Brasil, Luiz Inácio Lula da Silva, el gobernador del estado de Río de Janeiro, Sérgio Cabral, el alcalde de Río de Janeiro, Eduardo Paes y dos miembros brasileños del Comité Olímpico Internacional: Nuzman y João Havelange. La Junta Ejecutiva se dividió en cuatro departamentos —Comisión de Coordinación Gubernamental, Consejo Empresarial, Comité de Legado y Comisión de Atletas— siendo responsables de las operaciones principales de la candidatura. La Junta también incluyó representaciones de los tres niveles de gobierno con autoridad para hacer compromisos en nombre de sus respectivos gobiernos. En los aspectos técnicos, la candidatura fue apoyada por consejos y comités compuestos por equipos de profesionales, complementados por equipos de expertos nacionales e internacionales; coordinados por Carlos Roberto Osório, secretario general del Comité de candidatura. Mike Lee, exdirector de Comunicaciones y Asuntos Públicos del Comité de Candidatura de Londres, fue el principal asesor de la candidatura de Río. Su compañía, Vero Campaigning Communications, fue responsable de la campaña de publicidad de la candidatura, realizando presentaciones, desarrollando soporte visual y encargándose de las relaciones con los medios internacionales, así como de las conferencias de prensa.
El proyecto tuvo completo apoyo por parte de los tres niveles de gobierno —Federal, estatal y municipal—, que ofrecieron todas las garantías y convenios requeridos por el COI, así como algunos proyectos adicionales. Asimismo, los principales partidos políticos de Brasil se comprometieron a apoyar y promocionar la candidatura. El 23 de junio de 2008, el presidente brasileño formó al Comité de Gestión de Acciones Gubernamentales, bajo el patrocinio del ministro de deportes, Orlando Silva, quien coordinó las acciones del Gobierno Federal durante la candidatura.
El 17 de enero de 2009, se creó la Autoridad Olímpica para el Desarrollo —AOD—, cuya función fue coordinar los servicios públicos y la entrega final de la infraestructura para los Juegos, basado en el innovador modelo desarrollado para Sídney 2000. En aspectos legales, el Comité Organizador de los Juegos Olímpicos se encargó de la planificación y la realización de los Juegos Olímpicos y Paralímpicos. Según el COI, la legislación existente fue suficiente para permitir la organización de los Juegos y, de ser necesario, debía ser modificada para ajustarla a la Carta Olímpica. El Ministerio de Relaciones Exteriores y el Ministerio de Trabajo garantizaron el ingreso, la salida y los acuerdos laborales para el personal que trabajaría en los Juegos Olímpicos. Además se aseguró que se permitiría el ingreso al territorio brasileño, en lugar de una visa, con un pasaporte válido, una identificación Olímpica o Paralímpica y una tarjeta de acreditación.

### Controversias
La decisión del COI de preseleccionar a Río de Janeiro sobre Doha generó críticas. El Comité de Candidatura de Doha acusó al COI de «cerrar la puerta al mundo árabe», y de dar más importancia a los aspectos políticos que a los aspectos técnicos. Doha superó a Río de Janeiro en la mayoría de las categorías evaluadas. Según el COI, la candidatura fue rechazada debido a que el periodo olímpico propuesto por los cataríes fue en el mes de octubre, fecha de altas temperaturas en el país.
El 3 de mayo de 2009, el Comité de Candidatura de Río de Janeiro acusó de espionaje al Comité de Candidatura de Madrid, el cual supuestamente había enviado un espía a Río durante la visita de la Comisión de Evaluación, por lo cual consideraron presentar una queja formal al COI. Durante la visita de la Comisión de Evaluación del COI a Río, Simon Walsh se hizo pasar por reportero de la agencia EFE, cuando en realidad era un consultor pagado del Comité de Candidatura de Madrid. Finalmente a Walsh se le despojó de su acreditación periodística. Por su parte, autoridades de Madrid negaron las acusaciones.
Antes de la elección, el Comité de Candidatura de Río de Janeiro interpuso una denuncia oficial contra la candidatura de Madrid ante la Comisión de Ética del COI sobre comentarios hechos el 30 de septiembre por José María Odriozola, vicepresidente del Comité Olímpico Español —COE—, y consideró la posibilidad de hacerlo contra la candidatura de Chicago por la misma razón, esta vez por comentarios realizados por Richard M. Daley, alcalde de Chicago, el 21 de septiembre. En sus declaraciones, Odriozola llamó a Río de Janeiro «la peor de las cuatro candidatas», mientras que los funcionarios de Río consideraron que Daley implícitamente había asegurado que Río era incapaz de albergar los Juegos Olímpicos cuando declaró que «no es lo mismo que ser anfitrión de la Copa Mundial de la FIFA [2014]». Por su parte, Mercedes Coghen se disculpó por los comentarios de Odriozola en nombre del Comité de Madrid. Según las normas del COI, las candidatas no puedan criticar directamente a sus rivales. Después de la conclusión de la candidatura, Shintarō Ishihara, gobernador de Tokio, culpó a las «dinámicas invisibles» y a acuerdos políticos por el fracaso de la candidatura de Tokio. Los funcionarios de Río rechazaron las «declaraciones inadecuadas» y enviaron una notificación formal al COI el 6 de octubre.

## Proyecto
En su proyecto, Río de Janeiro propuso celebrar todos los eventos deportivos dentro de los límites de la ciudad —con excepción del torneo de fútbol que se celebraría, además de en Río, en las ciudades de Belo Horizonte, Brasilia, Salvador de Bahía y São Paulo— haciendo los Juegos más compactos y técnicamente viables. Asimismo se establecieron cuatro zonas olímpicas —Barra, Copacabana, Deodoro y Maracanã— divididas en siete grupos olímpicos —Barra, Copacabana, Deodoro, Flamengo, João Havelange, Lagoa y Maracanã— con cuatro recintos olímpicos —Maracanã, Parque Olímpico, Riocentro y Parque X— en donde se ubicaron todas las sedes. Las villas Olímpica y Paralímpicas, el Centro Internacional de Transmisión y el Centro Principal de Prensa —IBC/MPC, por sus siglas en inglés— se ubicarían en la zona de Barra, núcleo del proyecto y sede principal de las instalaciones deportivas. Se previó la construcción de una torre de televisión en el complejo IBC/MPC para complementar las operaciones de difusión y proporcionar estudios con vistas panorámicas. Además de un hotel exclusivo para los medios de comunicación dentro del complejo, accesible directamente desde el IBC/MPC. El proyecto de las villas incluyó la construcción de un Centro Olímpico de Entrenamiento, un parque, una Playa Olímpica y un acceso directo al Parque Olímpico, así como 8856 habitaciones para un total de 17 770 atletas y oficiales, además de oficiales adicionales acreditados.
Las sedes de Río de Janeiro cumplieron con los requisitos técnicos de las federaciones internacionales y con los estándares del COI y del CPI, además de alinearse con el plan maestro de la ciudad y la estrategia de legado. Durante el proceso de candidatura, el estado de las sedes era el siguiente: diez existentes (29%) con ninguna obra permanente necesaria, ocho (24%) con reformas necesarias, nueve permanentes (26%) y siete temporales a construir (21%). En total, se planearon 34 sedes de competición y 29 de entrenamiento, como parte del proyecto de sedes de entrenamiento. En lo referente al legado, el proyecto más importante de la candidatura fue el Centro Olímpico de Entrenamiento —OTC— y su sede principal ubicada en la zona de Barra. Por otra parte, el Comité de Candidatura reconoció la posibilidad de la adición de nuevos deportes al programa olímpico y, tras un análisis detallado de cada una de las siete posibilidades —béisbol, golf, karate, deportes sobre ruedas, rugby, squash, softbol—, confirmó su capacidad para adaptarse en cuanto a sedes, transporte y otros aspectos operativos y logísticos. Finalmente, el 9 de octubre de 2009, el COI aprobó la introducción del rugby y el golf a partir de los Juegos de 2016. Además, Río de Janeiro y las cuatro ciudades propuestas para celebrar la competición de fútbol fueron sedes de la Copa Mundial de Fútbol de 2014.
En la candidatura se señaló que la experiencia de los III Juegos Parapanamericanos así como otras competiciones internacionales para atletas con discapacidades ayudaría en gran medida a realizar los Juegos Paralímpicos. Para este fin, el Comité Organizador ofreció incluir representantes del Comité Paralímpico Brasileño y crear un departamento específico encargado de supervisar los Juegos. También se planeó reutilizar 20 sedes olímpicas para los Paralímpicos.

### Infraestructura
La infraestructura, las estructuras de gestión y la preparación del personal de Río de Janeiro se probaron durante la Copa Mundial de Fútbol de 2014. Además, se planearon eventos de prueba dedicados a la red de transporte en 2015. Para satisfacer los requisitos del COI, el hospedaje constaría de 49 750 habitaciones, de las cuales, 1700 serían de apartoteles de la ciudad y más de 13 000 de hoteles en Río de Janeiro y las sedes del torneo de fútbol. En el proyecto, se propuso el uso de cruceros y comunidades de propietarios para superar una posible escasez de habitaciones de hotel, por lo que seis cruceros modernos podrían proporcionar más de 8500 cabinas. El alojamiento de los medios de comunicación sería provisto por una combinación de hoteles y villas de medios.
El proyecto planeó la creación 150 kilómetros de carriles olímpicos para conectar las cuatro zonas olímpicas y el Aeropuerto Internacional de Galeão. Así como un corredor de alta capacidad de sistemas de tren y metro, además de autopistas y carreteras principales que unieran tres de las cuatro zonas olímpicas y, con el desarrollo del corredor occidental, las cuatro zonas. También se ofreció la implementación de un sistema de autobús de tránsito rápido como principal solución para la topografía de la ciudad. Gracias a un operativo de seguridad integral, podrían mitigarse los problemas relacionados con la seguridad y los riesgos relacionados con posibles desastres. Por otro lado, se consideró que la delincuencia presente en algunas regiones de Río era una cuestión importante en la seguridad de los asistentes a los Juegos. Sin embargo, un aspecto positivo fue la experiencia de Río de Janeiro en el montaje de estructuras de seguridad en eventos multitudinarios. En este aspecto, el Gobierno Federal de Brasil se comprometió a encargarse de la seguridad.

### Finanzas
Los tres niveles de gobierno de Brasil aseguraron la libre prestación de una gama de servicios a la candidatura incluyendo los relacionados con seguridad, servicios médicos, transporte, aduanas, inmigración y otros servicios y apoyos gubernamentales. El proyecto contó con un financiamiento de 240 mil millones de dólares del Programa de Aceleración del Crecimiento —PAC— del gobierno federal. El patrocinio, la venta de entradas y el mercadeo fueron de las principales actividades generadoras de ingresos. Los cuales se complementaron con las contribuciones comerciales y de difusión del COI. Dentro de los gastos de capital en infraestructura gubernamental o privada se incluyeron inversiones equivalentes a 3.9 mil millones USD en proyectos tales como expansiones aeroportuarias y de transporte público —metro— así como la construcción del Arco Vial Metropolitano.
El presupuesto no asumió aportes de capital para la construcción de sedes permanentes, salvo para el revestimiento de los Juegos, incluyendo la construcción de sedes temporales. El balance de gastos fue financiado por el sector público, que involucra compromisos gubernamentales de los tres niveles. El gasto del Comité Organizador de los Juegos se estimó, con base en las aproximaciones del proyecto de candidatura, el presupuesto y los gastos de operación del OCOG, en 2.8 mil millones USD, con su correspondiente presupuesto olímpico, además de inversiones de capital en transporte, sedes y gastos incrementales calculados en 11.6 mil millones. En consecuencia, el gobierno presentó garantías para cubrir cualquier potencial déficit. En total, los gastos de las campañas de ciudad aspirante y ciudad candidata fueron de 85 792 millones de reales brasileños, cifra presentada durante el cierre oficial de la campaña el 11 de noviembre de 2009.